# Paphiopedilum micranthum
Paphiopedilum micranthum Tang & F.T.Wang, 1951  è una pianta della famiglia delle Orchidacee.

## Descrizione
È un'orchidea di piccola taglia che può crescere nel terreno oppure litofita, nelle fenditure rocciose dove si raccoglie humus e raramente anche epifita, su tronchi e rami di alberi coperti di muschio. È costituita da un ciuffo di foglie, in genere da 3 a 5, oblungo-ellittiche, ad apice da ottuso a subacuto, di colore verde chiaro screziato di verde scuro. Fiorisce in tutta la primavera - estate con un unico fiore con uno stelo eretto, lungo da 9 a 25 centimetri, verde con macchie viola. Il fiore è veramente spettacolare, grande mediamente 10 centimetri, di consistenza cerosa, bianco venato di rosa porpora con labello caratteristico, a forma sacciforme, ad imboccatura molto stretta.

## Distribuzione e habitat
La specie è originaria della Cina sud-occidentale e del Vietnam dove cresce terricola, litofita ed occasionalmente epifita su alberi secolari, dai 600 ai 1700 metri di quota.

## Sinonimi
Paphiopedilum micranthum subsp. eburneum Fowlie, 1993

Paphiopedilum micranthum var. alboflavum Braem, 1994

Paphiopedilum micranthum var. glanzeanum O.Gruss & Roeth, 1994

Paphiopedilum micranthum f. alboflavum (Braem) Braem, 1998

Paphiopedilum micranthum f. glanzeanum (O.Gruss & Roeth) O.Gruss & Roeth, 1999

Paphiopedilum globulosum Z.J.Liu & S.C.Chen, 2002

Paphiopedilum micranthum var. oblatum Z.J.Liu & J.Yong Zhang, 2002 

## Coltivazione
Questa pianta richiede terriccio fertile e irrigazioni durante tutto l'anno; rispetto alle altre specie di Paphiopedilum preferisce temperature più basse e temendo la luce diretta del sole esige esposizione all'ombra.